# SanDisk
SanDisk es una empresa estadounidense con sede en Milpitas, California, dedicada al desarrollo y fabricación de dispositivos de almacenamiento de memoria flash, incluyendo tarjetas de memoria, pendrives y discos de estado sólido. La empresa comercializa sus productos en Europa, Asia y América.
Sandisk fue adquirida por Western Digital en 2016 por aproximadamente US$19 900. La transacción estuvo sujeta a la aprobación de los accionistas de SanDisk.

## Perfil e historia
Sandisk introdujo al mercado las primeras tarjetas de almacenamiento flash y memorias USB, y participó en el desarrollo de los formatos de tarjetas CompactFlash, SD (Secure Digital) y Memory Stick.
SanDisk participó junto a Panasonic y Toshiba en el desarrollo del formato memoria SD (Secure Digital). Una versión posterior, la memoria micro SD, es ampliamente utilizada en cámaras y videocámaras digitales, teléfonos móviles, y otros dispositivos.